# Valmiera FC
Maillots
Le Valmiera Football Club est un club letton de football basé à Valmiera et évoluant en troisième division lettone. 
Héritier d'anciens club de football basé à Valmiera, le club est champion pour la première fois en2022. En difficulté financière, il est rétrogradé administrativement en troisième division, ou l'équipe fanion évolue depuis 2025. 

## Histoire

### Avant le Valmiera FC

#### FC Gauja Valmiera
L'ancêtre connu du Valmiera FC est le Gauja Valmiera (en). Club phare de l'époque en RSS de Lettonie, le Gauja a peu à peu disparu pour laisser sa place à un autre club de football. 

### Fondation du club et premiers succès
Le club est fondé en 1996 sous le nom de FK Valmiera. Dès sa première saison en deuxième division le club accède au premier échelon national. L'équipe joue en première division jusqu'en 2003 où elle finit sixième mais est rétrogradée pour des problèmes extra-sportifs. 

### 2003-2017: Les vaches maigres
Pendant plus de dix ans, l'équipe végète dans les divisions inférieures du football letton. Le club connaît de nombreux entraineurs sans obtenir de promotion en Virsliga. 

### Depuis 2017: Premier plan

#### Retour en première division
Sous les ordres de Gatis Ērglis le club termine quatrième de deuxième division en 2016 et accède à la première division. Pour son retour le club finit bon dernier mais profite des déboires sportifs des clubs de seconde division pour se maintenir en première division. 

#### Montée en puissance avec Tamaz Pertia
Le club change d'entraîneur pour la saison 2019 en engageant le Géorgien Tamaz Pertia (en). L'équipe finit alors quatrième du championnat avec notamment sept buts de Tolu Arokodare en Virsliga. 
En 2020, le club recrute Luka Silagadze ou encore Mootez Zaddem. Tamaz Pertia emmène son équipe jusqu'à la troisième place en championnat. L'équipe va tout de même devoir pallier le départ d'Arokodare, auteur de quinze buts en championnat. 
Pertia rempile pour une ultime saison. L'équipe fait venir de nombreux renforts de poids comme Daisuke Yokota, Luka Gadrani (en) mais surtout Raimonds Krollis, buteur à 38 reprises en 65 rencontres, alors âgé de seulement 21 ans, en provenance du FK Metta. L'équipe termine à une surprenante deuxième place, onze points devant le FK Liepāja. Pertia quitte le club à l'issue de la saison.

#### Confirmation et premier titre
Le club conserve ses meilleurs éléments pour la saison 2022. Grâce à une saison record ou l'équipe inscrit plus de 100 buts l'équipe gagne le championnat. Le club remporte ainsi le premier titre de champion de son histoire sous les ordres de Jurgis Kalns. L'intersaison est mouvementé : Raimonds Krollis fais ses adieux au club et s'engage avec la Spezia tandis que des joueurs importants du club quitte également le navire, à l'image d'avis Jaunzems qui quitte le championnat. Les premiers matchs donnent le ton d'une saison difficile. L'équipe finit quatrième, très loin derrière la tête. 

#### Entre difficultés financières et ambition sportive
La saison suivante débute par le recrutement de nombreux joueurs, dont le jeune Lukass Vapne, jeune prodige en provenance de Metta. Le club commence bien sa campagne en enchaînant trois victoires de suite, dont deux face à RFS et Riga, deux candidats au titre. Seulement, après quelque matchs compliqués, l'équipe laisse ses rivaux s'envoler au classement. En cours de saisons, des rumeurs de difficultés financières tournent autour du club et sont confirmées par un retrait de point ainsi qu'une interdiction de jouer la coupe d'Europe. Dans la foulée, le Brésilien Léo Gaúcho, arrivé en juillet 2023 et titulaire indiscutable, quitte le club pour rejoindre Borneo Samarinda en Indonésie,. L'entraîneur Jurgis Kalns quitte également le club alors que ce-dernier sort d'une superbe victoire contre Daugavpils,. Il est remplacé par son adjoint Gatis Kalniņš. C'est ensuite au tour du capitaine Daniels Balodis de quitter le club.     
Les noirs et blancs terminent la saison à la quatrième place, fortement handicapés par une pénalité totale de neuf points,. La situation extra-sportive du club s'aggrave de nouveau quand le club n'obtient pas sa licence pour évoluer en première division et est ainsi exclu du championnat,, avant d'annoncer porter recours pour être réintégré en championnat. Le 29 Janvier, la Fédération confirme l'exclusion du club du championnat, deux ans après le premier titre du club,.   

#### Rétrogradation et retour à l'amateurisme (depuis 2025)
La situation ne s'arrange pas par la suite, le club échouant à obtenir une place en deuxième division, niveau auquel jouait son équipe réserve. Dans la foulée, le club obtiens enfin une place dans un championnat, la troisième division, totalement amateure, tandis que son effectif connaît un exode sans précédent,. L'entraîneur alors en poste, Gatis Kalniņš, reste néanmoins en poste et l'objectif du club est de revenir en Virsliga en deux ou trois ans. 
L'équipe fanion entame sa saison en accueillant le Riga Futbola Skuola dans un match que les champions 2022 remportent 2-0, avant de s'imposer la semaine suivante contre la réserve de Jelgava (1-3) lors du premier déplacement de la saison,. 

### Repères historiques
- 1994 : fondation du club sous le nom de FK Valmiera
- 2003 : le club est renommé FK Gauja Valmiera
- 2004 : le club est renommé FK Valmiera
- 2020 : le club est renommé Valmiera FC (Valmiera Football Club)[34].
- 2020 : premier match européen du club (défaite 3-0 contre le Lech Poznan).
- 2022 : le club remporte son premier titre de champion de Lettonie.
- 2023 : premières victoires en coupe d'Europe et premier tour  passé (3-0 et 7-0 contre Tre Penne au deuxième tour de qualification pour la Ligue Europa Conférence).
- 2025 : non-obtention de la licence permettant de jouer en Virsliga à cause de problème financiers. Le club repart en troisième division et devient amateur.

## Bilan sportif

### Palmarès
- Championnat de Lettonie (1)
  - Champion : 2022.
  - Vice-champion : 2021

- Championnat de Lettonie de deuxième division (1)
  - Champion : 2017.
  - Vice-champion : 1996, 2006 et 2015.

### Bilan par saison
Légende
- Vainqueur de la compétition.
- Vice-champion ou finaliste de la compétition.
- Troisième de la compétition.
- Promotion en division supérieure.
- Relégation en division inférieure.

| Saison | Championnat | Championnat | Championnat | Championnat | Championnat | Championnat | Championnat | Championnat | Championnat | Championnat | Coupe de Lettonie   |
| Saison | Division    | Pos         | Pts         | J           | V           | N           | D           | BP          | BC          | Diff        | Coupe de Lettonie   |
| ------ | ----------- | ----------- | ----------- | ----------- | ----------- | ----------- | ----------- | ----------- | ----------- | ----------- | ------------------- |
| 1996   | 2e          | 2e          | 54          | 24          | 17          | 3           | 4           | 56          | 17          | +39         | Seizièmes de finale |
| 1997   | 1re         | 7e          | 28          | 24          | 8           | 4           | 12          | 29          | 43          | -14         | Huitièmes de finale |
| 1998   | 1re         | 5e          | 37          | 28          | 10          | 7           | 11          | 39          | 59          | -20         | Demi-finales        |
| 1999   | 1re         | 5e          | 35          | 28          | 10          | 5           | 13          | 33          | 42          | -9          | Quarts de finale    |
| 2000   | 1re         | 6e          | 24          | 28          | 5           | 9           | 14          | 25          | 48          | -23         | Quarts de finale    |
| 2001   | 1re         | 6e          | 19          | 28          | 5           | 4           | 19          | 28          | 56          | -28         | Quarts de finale    |
| 2002   | 1re         | 5e          | 24          | 28          | 6           | 6           | 16          | 26          | 54          | -28         | Quarts de finale    |
| 2003   | 1re         | 6e          | 23          | 28          | 6           | 5           | 17          | 27          | 70          | -43         | Huitièmes de finale |
| 2004   | 2e          | 7e          | 39          | 26          | 12          | 3           | 11          | 53          | 42          | +11         | Seizièmes de finale |
| 2005   | 2e          | 6e          | 35          | 26          | 9           | 8           | 9           | 37          | 39          | -2          | Huitièmes de finale |
| 2006   | 2e          | 7e          | 46          | 30          | 13          | 7           | 10          | 50          | 53          | -3          | Huitièmes de finale |
| 2007   | 2e          | 10e         | 40          | 30          | 12          | 4           | 14          | 63          | 59          | +4          | Seizièmes de finale |
| 2008   | 2e          | 7e          | 40          | 28          | 11          | 7           | 10          | 53          | 42          | +11         | —                   |
| 2009   | 2e          | 11e         | 23          | 26          | 6           | 5           | 15          | 26          | 51          | -25         | —                   |
| 2010   | 2e          | 6e          | 31          | 22          | 9           | 4           | 9           | 33          | 40          | -7          | —                   |
| 2011   | 2e          | 10e         | 28          | 24          | 9           | 1           | 14          | 33          | 49          | -16         | Quarts de finale    |
| 2012   | 2e          | 8e          | 27          | 26          | 8           | 3           | 15          | 39          | 53          | -14         | Huitièmes de finale |
| 2013   | 2e          | 3e          | 58          | 30          | 18          | 4           | 8           | 59          | 28          | +31         | Huitièmes de finale |
| 2014   | 2e          | 3e          | 68          | 30          | 22          | 2           | 6           | 105         | 34          | +71         | Huitièmes de finale |
| 2015   | 2e          | 2e          | 75          | 30          | 24          | 3           | 3           | 89          | 33          | +56         | Huitièmes de finale |
| 2016   | 2e          | 4e          | 57          | 28          | 19          | 0           | 9           | 81          | 29          | +52         | 32es de finale      |
| 2017   | 2e          | 1er         | 58          | 22          | 18          | 4           | 0           | 75          | 21          | +54         | Huitièmes de finale |
| 2018   | 1re         | 8e          | 8           | 28          | 2           | 2           | 24          | 22          | 92          | -70         | Quarts de finale    |
| 2019   | 1re         | 4e          | 46          | 32          | 12          | 10          | 10          | 37          | 34          | +3          | Huitièmes de finale |
| 2020   | 1re         | 3e          | 47          | 27          | 13          | 8           | 6           | 47          | 33          | +14         | Demi-finales        |
| 2021   | 1re         | 2e          | 62          | 28          | 19          | 5           | 4           | 54          | 19          | +35         | Demi-finales        |
| 2022   | 1re         | 1er         | 85          | 36          | 26          | 7           | 3           | 101         | 25          | +76         | Quarts de finale    |
| 2023   | 1re         | 4e          | 53          | 36          | 14          | 11          | 11          | 47          | 40          | +7          | Quarts de finale    |
| 2024   | 1re         | 4e          | 55-9        | 36          | 19          | 7           | 10          | 75          | 39          | +36         | Quarts de finale    |

### Bilan européen
Note : dans les résultats ci-dessous, le score du club est toujours donné en premier
| Saison    | Compétition             | Tour             | Club               | Domicile | Extérieur | Total  |
| --------- | ----------------------- | ---------------- | ------------------ | -------- | --------- | ------ |
| 2020-2021 | Ligue Europa            | Premier tour Q   | Lech Poznań        | N/A      | 0 - 3     | 0 - 3  |
| 2021-2022 | Ligue Europa Conférence | Premier tour Q   | Sūduva Marijampolė | 0 - 0    | 1 - 2     | 1 - 2  |
| 2022-2023 | Ligue Europa Conférence | Deuxième tour Q  | FK Shkëndija       | 1 - 2    | 1 - 3     | 2 - 5  |
| 2023-2024 | Ligue des champions     | Premier tour Q   | Olimpija Ljubljana | 1 - 2    | 1 - 2     | 2 - 4  |
| 2023-2024 | Ligue Europa Conférence | Deuxième tour Q  | SP Tre Penne       | 7 - 0    | 3 - 0     | 10 - 0 |
| 2023-2024 | Ligue Europa Conférence | Troisième tour Q | Partizani Tirana   | 1 - 2    | 0 - 1     | 1 - 3  |
| 2025-2026 | Ligue Conférence        | Premier tour Q   |                    | -        | -         | -      |

Légende
- Victoire ou qualification pour le tour suivant
- Match nul
- Défaite ou élimination de la compétition

## Anciens joueurs
- Gatis Kalniņš
- Vīts Rimkus

## Equipe réserve et de jeunes

### Equipe réserve
L'équipe réserve du Valmiera Football club évolue depuis 2021 en deuxième division et constitue un réservoir important de jeunes joueurs pour l'équipe première. Le VFC 2 termine sixième de D2 lors de la saison 2024, avec comme meilleur buteur le letton Ingars Pulis.  